# Józef Marcinkiewicz
Józef Marcinkiewicz (Cimoszka, 30 de marzo de 1910 - Járkov, 1940) fue un matemático polaco.

## Vida
Marcienkiewicz nació en la aldea de Cimoszka, cuarto hijo de una familia de agricultores acomodados. Debido a ciertos problemas pulmonares, que no le impidieron practicar deportes, fue escolarizado primero en la casa paterna, antes de hacer los estudios secundarios en las ciudades de Sokółka y Białystok . En 1930 comenzó los estudios de matemáticas en la universidad Stefan Batori (actual universidad de Vilna en Lituania), en la que comenzó una estrecha colaboración con su maestro Antoni Zygmund . Marcienkiewicz se licenció en 1933 y obtuvo el doctorado en 1935 con una tesis dirigida por Zygmund. En 1934 hizo su servicio militar en el 5º Regimiento de Infantería en Wilno (actual Vilna en Lituania). Durante el curso 1935-36 disfrutó de una beca del Fondo Nacional de Cultura para estudiar en la universidad de Lwów (actual Lviv en Ucrania), en la que recibió la influencia de Juliusz Schauder. En 1936 fue nombrado profesor de la universidad Stefan Batori. En 1938, viajó becado a París, Londres y Estocolmo, viaje que hizo en parte en compañía de su prometida, la futura historiadora Irena Sławińska.

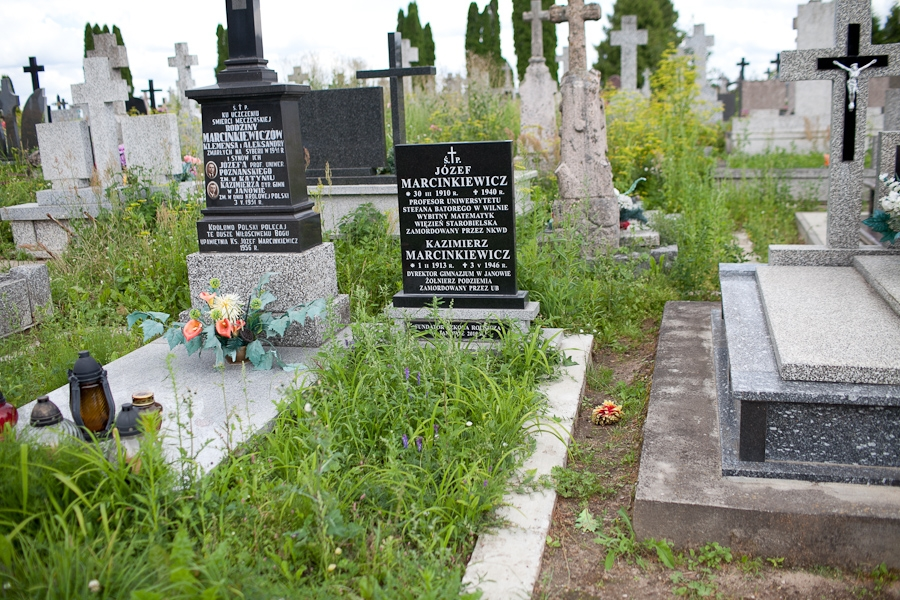
Monumento funerario de los Marcinkiewicz en Janów Podlaski.

En 1939, mientras estaba en Londres, y ante la situación política internacional, decidió, en contra de las recomendaciones de sus colegas, regresar a Polonia para incorporarse al ejército. Se le asignó el 2º Batallón del 205.º Regimiento de Infantería que fue destinado a la defensa de Lwów (actual Lviv o Leópolis). Cuando Lwów fue ocupada por el Ejército Rojo, a finales de septiembre de 1939, Marcinkiewicz pasó a ser prisionero de guerra de los soviéticos. Lo internaron en el campo de prisioneros de Starobielsk (cerca de Járkov) y poco se sabe de sus últimos meses: su última carta enviada está datada en marzo de 1940. Probablemente fue ejecutado en abril o mayo de 1940 en Starobielsk. Sus padres, en 1941, y su hermano menor Kazimierz, en 1946, también fueron víctimas de las autoridades soviéticas. En el cementerio de Janów Podlaski (cerca de la frontera con Bielorrusia) se levantó un monumento funerario, donde enterraron a Kazimierz y que honra a otros miembros de la familia Marcinkiewicz muertos en circunstancias bélicas.

## Obra
En los seis años en que hizo investigación (1933-1939) Marcinkiewicz publicó cincuenta y cinco artículos científicos (algunos de forma póstuma). Sus trabajos más importantes fueron en el campo del análisis matemático, más en concreto sobre series trigonométricas, inecuaciones y teoría de la aproximación. También hizo aportaciones notables a la teoría de la probabilidad y al análisis funcional.
Quizá el más importante de sus teoremas sea el que dice que los cumulantes de una densidad de probabilidad son o todos nulos a partir del tercero, o tiene infinitos cumulantes no nulos. Dicho de otro modo, si una densidad de probabilidad no es la gaussiana, entonces tiene infinitos cumulantes no nulos.